# 横瀬貞顕
横瀬 貞顕（よこせ さだあきら）は、江戸時代前期から中期にかけの高家旗本。高家横瀬家（表高家）の祖。官位は従四位下・侍従、駿河守。

## 略歴
万治元年（1658年）、由良貞房の四男として誕生。寛文9年（1669年）4月21日、4代将軍・徳川家綱に御目見する。
延宝6年（1678年）3月29日、書院番に加えられる。延宝8年（1680年）3月26日、蔵米300俵を賜る。元禄2年（1689年）閏1月26日、表高家衆に加えられる。元禄12年（1699年）11月28日、高家職に就き、従五位下・侍従・美濃守に叙任する。後に従四位下に昇進し、駿河守に改める。また、蔵米を改め、下野足利郡内において600石を与えられる。元禄15年12月22日（1703年）、加増されて1000石を知行することになる。享保13年12月4日（1729年）、老齢を理由に高家を辞職する。
享保14年（1729年）3月26日、隠居する。長男の貞国に家督を譲る。同年8月26日死去。享年72。

## 系譜
- 父：由良貞房（1626-1674）
- 母：不詳
- 正室：村越正直娘
  - 長男：横瀬貞国（1687-1734）
- 生母不明の子女
  - 次男：大越貞恒